# Agallissus melaniodes
Agallissus melaniodes là một loài bọ cánh cứng trong họ Cerambycidae.